# Pretutindeni freamăt de aripi
Pretutindeni freamăt de aripi este un film românesc din 1983 regizat de Ion Bostan.